# Tour de l'Avenir 2021
Le Tour de l'Avenir 2021 est la 57e édition du Tour de l'Avenir, une compétition cycliste sur route ouverte aux coureurs espoirs de moins de 23 ans. La course a lieu du 13 au 22 août 2021 entre Charleville-Mézières et Col du Petit-Saint-Bernard sur un parcours total de 1134 kilomètres. 
Le Tour, qui comporte un prologue, huit étapes en ligne et un contre-la-montre par équipes, est une manche de l'UCI Europe Tour 2021 et de la Coupe des Nations espoirs.

## Présentation

### Équipes
| Équipes nationales (25)- Norvège espoirs - Italie espoirs - Belgique espoirs - France espoirs - Australie espoirs - Autriche espoirs - Canada espoirs - Colombie espoirs - Tchéquie espoirs - Danemark espoirs - Équateur espoirs - Espagne espoirs - Estonie espoirs - Grande-Bretagne espoirs - Allemagne espoirs - Irlande espoirs - Japon espoirs - Kazakhstan espoirs - Luxembourg espoirs - Pays-Bas espoirs - Russie espoirs - Slovénie espoirs - Suisse espoirs - Slovaquie espoirs - Ukraine espoirs Équipe amateur- Auvergne-Rhône-Alpes espoirs Équipe féminines amateur (2)- Bourgogne-Franche-Comté espoirs - Mix Hauts-de-France/Grand-Est espoirs Équipe régionale et de club- Centre mondial du Cyclisme |
| |

## Étapes
| Étape     | Date    | Villes étapes                                        | type                         | Distance (km) | Vainqueur d'étape   | Leader du classement général |
| --------- | ------- | ---------------------------------------------------- | ---------------------------- | ------------- | ------------------- | ---------------------------- |
| Prologue  | 13 août | Charleville-Mézières – Charleville-Mézières          | prologue                     | 5             | Søren Wærenskjold   | Søren Wærenskjold            |
| 1re étape | 14 août | Charleville-Mézières – Soissons                      | étape de plaine              | 161           | Søren Wærenskjold   | Søren Wærenskjold            |
| 2e étape  | 15 août | Laon – Laon                                          | contre-la-montre par équipes | 27            | Pays-Bas espoirs    | Mick van Dijke               |
| 3e étape  | 16 août | Château-Thierry – Donnemarie-Dontilly                | étape de plaine              | 152           | Marijn van den Berg | Mick van Dijke               |
| 4e étape  | 17 août | Provins – Bar-le-Duc                                 | étape de plaine              | 186           | Ethan Vernon        | Mick van Dijke               |
| 5e étape  | 18 août | Tomblaine – Bar-sur-Aube                             | étape de plaine              | 151           | Marijn van den Berg | Mick van Dijke               |
| 6e étape  | 19 août | Champagnole – Septmoncel                             | étape de moyenne montagne    | 138           | Anders Johannessen  | Mick van Dijke               |
| 7e étape  | 20 août | Saint-Vulbas – col du Grand Colombier                | étape de moyenne montagne    | 100           | Tobias Johannessen  | Tobias Johannessen           |
| 8e étape  | 21 août | La Tour-en-Maurienne – Saint-Jean-d'Arves            | étape de montagne            | 60            | Tobias Johannessen  | Tobias Johannessen           |
| 9e étape  | 22 août | station de La Toussuire – Col du Petit-Saint-Bernard | étape de montagne            | 154           | Carlos Rodríguez    | Tobias Johannessen           |

## Déroulement de la course

### Prologue
| \| Classement de l'étape \| Classement de l'étape \| Classement de l'étape \| Classement de l'étape \| Classement de l'étape \| \| Coureur \| Coureur \| Pays \| Équipe \| Temps \| \| --------------------- \| --------------------- \| --------------------- \| ----------------------- \| --------------------- \| \| 1er \| Søren Wærenskjold \| Norvège \| Norvège espoirs \| 5 min 52 s \| \| 2e \| Johan Price-Pejtersen \| Danemark \| Danemark espoirs \| + 1 s \| \| 3e \| Mick van Dijke \| Pays-Bas \| Pays-Bas espoirs \| + 3 s \| \| 4e \| Daan Hoole \| Pays-Bas \| Pays-Bas espoirs \| + 6 s \| \| 5e \| Tomáš Kopecký \| Tchéquie \| Tchéquie espoirs \| + 7 s \| \| 6e \| Ethan Vernon \| Royaume-Uni \| Grande-Bretagne espoirs \| + 7 s \| \| 7e \| Michel Hessmann \| Allemagne \| Allemagne espoirs \| + 8 s \| \| 8e \| Luke Plapp \| Australie \| Australie espoirs \| + 8 s \| \| 9e \| Casper van Uden \| Pays-Bas \| Pays-Bas espoirs \| + 9 s \| \| 10e \| Ben Healy \| Irlande \| Irlande espoirs \| + 9 s \| |                       |             |                         |            |
| |                       |             |                         |            |
| Source : ProCyclingStats |                       |             |                         |            |
| Classement de l'étape |                       |             |                         |            |
| Coureur | Coureur               | Pays        | Équipe                  | Temps      |
| 1er | Søren Wærenskjold     | Norvège     | Norvège espoirs         | 5 min 52 s |
| 2e | Johan Price-Pejtersen | Danemark    | Danemark espoirs        | + 1 s      |
| 3e | Mick van Dijke        | Pays-Bas    | Pays-Bas espoirs        | + 3 s      |
| 4e | Daan Hoole            | Pays-Bas    | Pays-Bas espoirs        | + 6 s      |
| 5e | Tomáš Kopecký         | Tchéquie    | Tchéquie espoirs        | + 7 s      |
| 6e | Ethan Vernon          | Royaume-Uni | Grande-Bretagne espoirs | + 7 s      |
| 7e | Michel Hessmann       | Allemagne   | Allemagne espoirs       | + 8 s      |
| 8e | Luke Plapp            | Australie   | Australie espoirs       | + 8 s      |
| 9e | Casper van Uden       | Pays-Bas    | Pays-Bas espoirs        | + 9 s      |
| 10e | Ben Healy             | Irlande     | Irlande espoirs         | + 9 s      |

| \| Classement général \| Classement général \| Classement général \| Classement général \| Classement général \| \| Coureur \| Coureur \| Pays \| Équipe \| Temps \| \| ------------------ \| --------------------- \| ------------------ \| ----------------------- \| ------------------ \| \| 1er \| Søren Wærenskjold \| Norvège \| Norvège espoirs \| 5 min 52 s \| \| 2e \| Johan Price-Pejtersen \| Danemark \| Danemark espoirs \| + 1 s \| \| 3e \| Mick van Dijke \| Pays-Bas \| Pays-Bas espoirs \| + 4 s \| \| 4e \| Daan Hoole \| Pays-Bas \| Pays-Bas espoirs \| + 6 s \| \| 5e \| Tomáš Kopecký \| Tchéquie \| Tchéquie espoirs \| + 7 s \| \| 6e \| Ethan Vernon \| Royaume-Uni \| Grande-Bretagne espoirs \| + 7 s \| \| 7e \| Michel Hessmann \| Allemagne \| Allemagne espoirs \| + 8 s \| \| 8e \| Luke Plapp \| Australie \| Australie espoirs \| + 8 s \| \| 9e \| Casper van Uden \| Pays-Bas \| Pays-Bas espoirs \| + 9 s \| \| 10e \| Ben Healy \| Irlande \| Irlande espoirs \| + 9 s \| |                       |             |                         |            |
| |                       |             |                         |            |
| Source : ProCyclingStats |                       |             |                         |            |
| Classement général |                       |             |                         |            |
| Coureur | Coureur               | Pays        | Équipe                  | Temps      |
| 1er | Søren Wærenskjold     | Norvège     | Norvège espoirs         | 5 min 52 s |
| 2e | Johan Price-Pejtersen | Danemark    | Danemark espoirs        | + 1 s      |
| 3e | Mick van Dijke        | Pays-Bas    | Pays-Bas espoirs        | + 4 s      |
| 4e | Daan Hoole            | Pays-Bas    | Pays-Bas espoirs        | + 6 s      |
| 5e | Tomáš Kopecký         | Tchéquie    | Tchéquie espoirs        | + 7 s      |
| 6e | Ethan Vernon          | Royaume-Uni | Grande-Bretagne espoirs | + 7 s      |
| 7e | Michel Hessmann       | Allemagne   | Allemagne espoirs       | + 8 s      |
| 8e | Luke Plapp            | Australie   | Australie espoirs       | + 8 s      |
| 9e | Casper van Uden       | Pays-Bas    | Pays-Bas espoirs        | + 9 s      |
| 10e | Ben Healy             | Irlande     | Irlande espoirs         | + 9 s      |

### 1reétape
| \| Classement de l'étape \| Classement de l'étape \| Classement de l'étape \| Classement de l'étape \| Classement de l'étape \| \| Coureur \| Coureur \| Pays \| Équipe \| Temps \| \| --------------------- \| --------------------- \| --------------------- \| ----------------------- \| --------------------- \| \| 1er \| Søren Wærenskjold \| Norvège \| Norvège espoirs \| 3 h 39 min 57 s \| \| 2e \| Luca Colnaghi \| Italie \| Italie espoirs \| + 0 s \| \| 3e \| Axel Laurance \| France \| France espoirs \| + 0 s \| \| 4e \| Pavel Bittner \| Tchéquie \| Tchéquie espoirs \| + 0 s \| \| 5e \| Nicolás Gómez \| Colombie \| Colombie espoirs \| + 0 s \| \| 6e \| Filippo Baroncini \| Italie \| Italie espoirs \| + 0 s \| \| 7e \| Ethan Vernon \| Royaume-Uni \| Grande-Bretagne espoirs \| + 0 s \| \| 8e \| Jensen Plowright \| Australie \| Australie espoirs \| + 0 s \| \| 9e \| Alex Vogel \| Suisse \| Suisse espoirs \| + 0 s \| \| 10e \| Gleb Brussenskiy \| Kazakhstan \| Kazakhstan espoirs \| + 0 s \| |                   |             |                         |                 |
| |                   |             |                         |                 |
| Source : ProCyclingStats |                   |             |                         |                 |
| Classement de l'étape |                   |             |                         |                 |
| Coureur | Coureur           | Pays        | Équipe                  | Temps           |
| 1er | Søren Wærenskjold | Norvège     | Norvège espoirs         | 3 h 39 min 57 s |
| 2e | Luca Colnaghi     | Italie      | Italie espoirs          | + 0 s           |
| 3e | Axel Laurance     | France      | France espoirs          | + 0 s           |
| 4e | Pavel Bittner     | Tchéquie    | Tchéquie espoirs        | + 0 s           |
| 5e | Nicolás Gómez     | Colombie    | Colombie espoirs        | + 0 s           |
| 6e | Filippo Baroncini | Italie      | Italie espoirs          | + 0 s           |
| 7e | Ethan Vernon      | Royaume-Uni | Grande-Bretagne espoirs | + 0 s           |
| 8e | Jensen Plowright  | Australie   | Australie espoirs       | + 0 s           |
| 9e | Alex Vogel        | Suisse      | Suisse espoirs          | + 0 s           |
| 10e | Gleb Brussenskiy  | Kazakhstan  | Kazakhstan espoirs      | + 0 s           |

| \| Classement général \| Classement général \| Classement général \| Classement général \| Classement général \| \| Coureur \| Coureur \| Pays \| Équipe \| Temps \| \| ------------------ \| ------------------- \| ------------------ \| ----------------------- \| ------------------ \| \| 1er \| Søren Wærenskjold \| Norvège \| Norvège espoirs \| 3 h 55 min 49 s \| \| 2e \| Mick van Dijke \| Pays-Bas \| Pays-Bas espoirs \| + 4 s \| \| 3e \| Ethan Vernon \| Royaume-Uni \| Grande-Bretagne espoirs \| + 7 s \| \| 4e \| Michel Hessmann \| Allemagne \| Allemagne espoirs \| + 8 s \| \| 5e \| Luke Plapp \| Australie \| Australie espoirs \| + 8 s \| \| 6e \| Casper van Uden \| Pays-Bas \| Pays-Bas espoirs \| + 8 s \| \| 7e \| Ben Healy \| Irlande \| Irlande espoirs \| + 9 s \| \| 8e \| Kévin Vauquelin \| France \| France espoirs \| + 10 s \| \| 9e \| Marijn van den Berg \| Pays-Bas \| Pays-Bas espoirs \| + 11 s \| \| 10e \| Arthur Kluckers \| Luxembourg \| Luxembourg espoirs \| + 12 s \| |                     |             |                         |                 |
| |                     |             |                         |                 |
| Source : ProCyclingStats |                     |             |                         |                 |
| Classement général |                     |             |                         |                 |
| Coureur | Coureur             | Pays        | Équipe                  | Temps           |
| 1er | Søren Wærenskjold   | Norvège     | Norvège espoirs         | 3 h 55 min 49 s |
| 2e | Mick van Dijke      | Pays-Bas    | Pays-Bas espoirs        | + 4 s           |
| 3e | Ethan Vernon        | Royaume-Uni | Grande-Bretagne espoirs | + 7 s           |
| 4e | Michel Hessmann     | Allemagne   | Allemagne espoirs       | + 8 s           |
| 5e | Luke Plapp          | Australie   | Australie espoirs       | + 8 s           |
| 6e | Casper van Uden     | Pays-Bas    | Pays-Bas espoirs        | + 8 s           |
| 7e | Ben Healy           | Irlande     | Irlande espoirs         | + 9 s           |
| 8e | Kévin Vauquelin     | France      | France espoirs          | + 10 s          |
| 9e | Marijn van den Berg | Pays-Bas    | Pays-Bas espoirs        | + 11 s          |
| 10e | Arthur Kluckers     | Luxembourg  | Luxembourg espoirs      | + 12 s          |

### 2eétape
| \| Classement de l'étape \| Classement de l'étape \| Classement de l'étape \| Classement de l'étape \| Classement de l'étape \| Classement de l'étape \| \| Équipe \| Équipe \| Pays \| Temps \| Écart de temps \| Vitesse moy. \| \| --------------------- \| --------------------- \| --------------------- \| --------------------- \| --------------------- \| --------------------- \| \| 1re \| Pays-Bas espoirs \| Pays-Bas \| 30 min 41 s \| \| \| \| 2e \| Espagne espoirs \| Espagne \| \| + 23 s \| \| \| 3e \| Norvège espoirs \| Norvège \| \| + 24 s \| \| \| 4e \| Italie espoirs \| Italie \| \| + 38 s \| \| \| 5e \| Belgique espoirs \| Belgique \| \| + 40 s \| \| \| 6e \| Danemark espoirs \| Danemark \| \| + 41 s \| \| \| 7e \| Allemagne espoirs \| Allemagne \| \| + 45 s \| \| \| 8e \| France espoirs \| France \| \| + 49 s \| \| \| 9e \| Suisse espoirs \| Suisse \| \| + 1 min 10 s \| \| \| 10e \| Irlande espoirs \| Irlande \| \| + 1 min 15 s \| \| |                   |           |             |                |              |
| |                   |           |             |                |              |
| Source : ProCyclingStats |                   |           |             |                |              |
| Classement de l'étape |                   |           |             |                |              |
| Équipe | Équipe            | Pays      | Temps       | Écart de temps | Vitesse moy. |
| 1re | Pays-Bas espoirs  | Pays-Bas  | 30 min 41 s |                |              |
| 2e | Espagne espoirs   | Espagne   |             | + 23 s         |              |
| 3e | Norvège espoirs   | Norvège   |             | + 24 s         |              |
| 4e | Italie espoirs    | Italie    |             | + 38 s         |              |
| 5e | Belgique espoirs  | Belgique  |             | + 40 s         |              |
| 6e | Danemark espoirs  | Danemark  |             | + 41 s         |              |
| 7e | Allemagne espoirs | Allemagne |             | + 45 s         |              |
| 8e | France espoirs    | France    |             | + 49 s         |              |
| 9e | Suisse espoirs    | Suisse    |             | + 1 min 10 s   |              |
| 10e | Irlande espoirs   | Irlande   |             | + 1 min 15 s   |              |

| \| Classement général \| Classement général \| Classement général \| Classement général \| Classement général \| \| Coureur \| Coureur \| Pays \| Équipe \| Temps \| \| ------------------ \| ------------------- \| ------------------ \| ------------------ \| ------------------ \| \| 1er \| Mick van Dijke \| Pays-Bas \| Pays-Bas espoirs \| 4 h 26 min 34 s \| \| 2e \| Casper van Uden \| Pays-Bas \| Pays-Bas espoirs \| + 5 s \| \| 3e \| Marijn van den Berg \| Pays-Bas \| Pays-Bas espoirs \| + 7 s \| \| 4e \| Søren Wærenskjold \| Norvège \| Norvège espoirs \| + 20 s \| \| 5e \| Daan Hoole \| Pays-Bas \| Pays-Bas espoirs \| + 24 s \| \| 6e \| Gijs Leemreize \| Pays-Bas \| Pays-Bas espoirs \| + 33 s \| \| 7e \| Carlos Rodríguez \| Espagne \| Espagne espoirs \| + 34 s \| \| 8e \| Juan Ayuso \| Espagne \| Espagne espoirs \| + 34 s \| \| 9e \| Javier Romo \| Espagne \| Espagne espoirs \| + 36 s \| \| 10e \| Raúl García Pierna \| Espagne \| Espagne espoirs \| + 37 s \| |                     |          |                  |                 |
| |                     |          |                  |                 |
| Source : ProCyclingStats |                     |          |                  |                 |
| Classement général |                     |          |                  |                 |
| Coureur | Coureur             | Pays     | Équipe           | Temps           |
| 1er | Mick van Dijke      | Pays-Bas | Pays-Bas espoirs | 4 h 26 min 34 s |
| 2e | Casper van Uden     | Pays-Bas | Pays-Bas espoirs | + 5 s           |
| 3e | Marijn van den Berg | Pays-Bas | Pays-Bas espoirs | + 7 s           |
| 4e | Søren Wærenskjold   | Norvège  | Norvège espoirs  | + 20 s          |
| 5e | Daan Hoole          | Pays-Bas | Pays-Bas espoirs | + 24 s          |
| 6e | Gijs Leemreize      | Pays-Bas | Pays-Bas espoirs | + 33 s          |
| 7e | Carlos Rodríguez    | Espagne  | Espagne espoirs  | + 34 s          |
| 8e | Juan Ayuso          | Espagne  | Espagne espoirs  | + 34 s          |
| 9e | Javier Romo         | Espagne  | Espagne espoirs  | + 36 s          |
| 10e | Raúl García Pierna  | Espagne  | Espagne espoirs  | + 37 s          |

### 3eétape
| \| Classement de l'étape \| Classement de l'étape \| Classement de l'étape \| Classement de l'étape \| Classement de l'étape \| \| Coureur \| Coureur \| Pays \| Équipe \| Temps \| \| --------------------- \| --------------------- \| --------------------- \| ------------------------------------- \| --------------------- \| \| 1er \| Marijn van den Berg \| Pays-Bas \| Pays-Bas espoirs \| 3 h 35 min 18 s \| \| 2e \| Arnaud De Lie \| Belgique \| Belgique espoirs \| + 0 s \| \| 3e \| Stan Van Tricht \| Belgique \| Belgique espoirs \| + 0 s \| \| 4e \| Mick van Dijke \| Pays-Bas \| Pays-Bas espoirs \| + 0 s \| \| 5e \| Antoine Raugel \| France \| Mix Hauts-de-France/Grand-Est espoirs \| + 3 s \| \| 6e \| Rait Ärm \| Estonie \| Estonie espoirs \| + 5 s \| \| 7e \| Casper van Uden \| Pays-Bas \| Pays-Bas espoirs \| + 5 s \| \| 8e \| Lewis Askey \| Royaume-Uni \| Grande-Bretagne espoirs \| + 5 s \| \| 9e \| Tobias Johannessen \| Norvège \| Norvège espoirs \| + 5 s \| \| 10e \| Petr Kelemen \| Tchéquie \| Tchéquie espoirs \| + 7 s \| |                     |             |                                       |                 |
| |                     |             |                                       |                 |
| Source : ProCyclingStats |                     |             |                                       |                 |
| Classement de l'étape |                     |             |                                       |                 |
| Coureur | Coureur             | Pays        | Équipe                                | Temps           |
| 1er | Marijn van den Berg | Pays-Bas    | Pays-Bas espoirs                      | 3 h 35 min 18 s |
| 2e | Arnaud De Lie       | Belgique    | Belgique espoirs                      | + 0 s           |
| 3e | Stan Van Tricht     | Belgique    | Belgique espoirs                      | + 0 s           |
| 4e | Mick van Dijke      | Pays-Bas    | Pays-Bas espoirs                      | + 0 s           |
| 5e | Antoine Raugel      | France      | Mix Hauts-de-France/Grand-Est espoirs | + 3 s           |
| 6e | Rait Ärm            | Estonie     | Estonie espoirs                       | + 5 s           |
| 7e | Casper van Uden     | Pays-Bas    | Pays-Bas espoirs                      | + 5 s           |
| 8e | Lewis Askey         | Royaume-Uni | Grande-Bretagne espoirs               | + 5 s           |
| 9e | Tobias Johannessen  | Norvège     | Norvège espoirs                       | + 5 s           |
| 10e | Petr Kelemen        | Tchéquie    | Tchéquie espoirs                      | + 7 s           |

| \| Classement général \| Classement général \| Classement général \| Classement général \| Classement général \| \| Coureur \| Coureur \| Pays \| Équipe \| Temps \| \| ------------------ \| ------------------- \| ------------------ \| ------------------ \| ------------------ \| \| 1er \| Mick van Dijke \| Pays-Bas \| Pays-Bas espoirs \| 8 h 01 min 52 s \| \| 2e \| Marijn van den Berg \| Pays-Bas \| Pays-Bas espoirs \| + 7 s \| \| 3e \| Casper van Uden \| Pays-Bas \| Pays-Bas espoirs \| + 10 s \| \| 4e \| Tobias Johannessen \| Norvège \| Norvège espoirs \| + 47 s \| \| 5e \| Daan Hoole \| Pays-Bas \| Pays-Bas espoirs \| + 49 s \| \| 6e \| Arnaud De Lie \| Belgique \| Belgique espoirs \| + 53 s \| \| 7e \| Stan Van Tricht \| Belgique \| Belgique espoirs \| + 59 s \| \| 8e \| Ben Healy \| Irlande \| Irlande espoirs \| + 1 min 32 s \| \| 9e \| Gijs Leemreize \| Pays-Bas \| Pays-Bas espoirs \| + 1 min 39 s \| \| 10e \| Carlos Rodríguez \| Espagne \| Espagne espoirs \| + 1 min 40 s \| |                     |          |                  |                 |
| |                     |          |                  |                 |
| Source : ProCyclingStats |                     |          |                  |                 |
| Classement général |                     |          |                  |                 |
| Coureur | Coureur             | Pays     | Équipe           | Temps           |
| 1er | Mick van Dijke      | Pays-Bas | Pays-Bas espoirs | 8 h 01 min 52 s |
| 2e | Marijn van den Berg | Pays-Bas | Pays-Bas espoirs | + 7 s           |
| 3e | Casper van Uden     | Pays-Bas | Pays-Bas espoirs | + 10 s          |
| 4e | Tobias Johannessen  | Norvège  | Norvège espoirs  | + 47 s          |
| 5e | Daan Hoole          | Pays-Bas | Pays-Bas espoirs | + 49 s          |
| 6e | Arnaud De Lie       | Belgique | Belgique espoirs | + 53 s          |
| 7e | Stan Van Tricht     | Belgique | Belgique espoirs | + 59 s          |
| 8e | Ben Healy           | Irlande  | Irlande espoirs  | + 1 min 32 s    |
| 9e | Gijs Leemreize      | Pays-Bas | Pays-Bas espoirs | + 1 min 39 s    |
| 10e | Carlos Rodríguez    | Espagne  | Espagne espoirs  | + 1 min 40 s    |

### 4eétape
| \| Classement de l'étape \| Classement de l'étape \| Classement de l'étape \| Classement de l'étape \| Classement de l'étape \| \| Coureur \| Coureur \| Pays \| Équipe \| Temps \| \| --------------------- \| --------------------- \| --------------------- \| ------------------------------------- \| --------------------- \| \| 1er \| Ethan Vernon \| Royaume-Uni \| Grande-Bretagne espoirs \| 4 h 04 min 30 s \| \| 2e \| Jensen Plowright \| Australie \| Australie espoirs \| + 0 s \| \| 3e \| Lewis Askey \| Royaume-Uni \| Grande-Bretagne espoirs \| + 0 s \| \| 4e \| Gianmarco Garofoli \| Italie \| Italie espoirs \| + 0 s \| \| 5e \| Arnaud De Lie \| Belgique \| Belgique espoirs \| + 0 s \| \| 6e \| Antoine Raugel \| France \| Mix Hauts-de-France/Grand-Est espoirs \| + 0 s \| \| 7e \| Ruben Eggenberg \| Suisse \| Suisse espoirs \| + 0 s \| \| 8e \| Marijn van den Berg \| Pays-Bas \| Pays-Bas espoirs \| + 0 s \| \| 9e \| Pavel Bittner \| Tchéquie \| Tchéquie espoirs \| + 0 s \| \| 10e \| Casper van Uden \| Pays-Bas \| Pays-Bas espoirs \| + 0 s \| |                     |             |                                       |                 |
| |                     |             |                                       |                 |
| Source : ProCyclingStats |                     |             |                                       |                 |
| Classement de l'étape |                     |             |                                       |                 |
| Coureur | Coureur             | Pays        | Équipe                                | Temps           |
| 1er | Ethan Vernon        | Royaume-Uni | Grande-Bretagne espoirs               | 4 h 04 min 30 s |
| 2e | Jensen Plowright    | Australie   | Australie espoirs                     | + 0 s           |
| 3e | Lewis Askey         | Royaume-Uni | Grande-Bretagne espoirs               | + 0 s           |
| 4e | Gianmarco Garofoli  | Italie      | Italie espoirs                        | + 0 s           |
| 5e | Arnaud De Lie       | Belgique    | Belgique espoirs                      | + 0 s           |
| 6e | Antoine Raugel      | France      | Mix Hauts-de-France/Grand-Est espoirs | + 0 s           |
| 7e | Ruben Eggenberg     | Suisse      | Suisse espoirs                        | + 0 s           |
| 8e | Marijn van den Berg | Pays-Bas    | Pays-Bas espoirs                      | + 0 s           |
| 9e | Pavel Bittner       | Tchéquie    | Tchéquie espoirs                      | + 0 s           |
| 10e | Casper van Uden     | Pays-Bas    | Pays-Bas espoirs                      | + 0 s           |

| \| Classement général \| Classement général \| Classement général \| Classement général \| Classement général \| \| Coureur \| Coureur \| Pays \| Équipe \| Temps \| \| ------------------ \| ------------------- \| ------------------ \| ------------------ \| ------------------ \| \| 1er \| Mick van Dijke \| Pays-Bas \| Pays-Bas espoirs \| 12 h 06 min 22 s \| \| 2e \| Marijn van den Berg \| Pays-Bas \| Pays-Bas espoirs \| + 7 s \| \| 3e \| Casper van Uden \| Pays-Bas \| Pays-Bas espoirs \| + 10 s \| \| 4e \| Tobias Johannessen \| Norvège \| Norvège espoirs \| + 47 s \| \| 5e \| Arnaud De Lie \| Belgique \| Belgique espoirs \| + 53 s \| \| 6e \| Stan Van Tricht \| Belgique \| Belgique espoirs \| + 59 s \| \| 7e \| Daan Hoole \| Pays-Bas \| Pays-Bas espoirs \| + 1 min 04 s \| \| 8e \| Gijs Leemreize \| Pays-Bas \| Pays-Bas espoirs \| + 1 min 39 s \| \| 9e \| Carlos Rodríguez \| Espagne \| Espagne espoirs \| + 1 min 40 s \| \| 10e \| Ben Healy \| Irlande \| Irlande espoirs \| + 1 min 42 s \| |                     |          |                  |                  |
| |                     |          |                  |                  |
| Source : ProCyclingStats |                     |          |                  |                  |
| Classement général |                     |          |                  |                  |
| Coureur | Coureur             | Pays     | Équipe           | Temps            |
| 1er | Mick van Dijke      | Pays-Bas | Pays-Bas espoirs | 12 h 06 min 22 s |
| 2e | Marijn van den Berg | Pays-Bas | Pays-Bas espoirs | + 7 s            |
| 3e | Casper van Uden     | Pays-Bas | Pays-Bas espoirs | + 10 s           |
| 4e | Tobias Johannessen  | Norvège  | Norvège espoirs  | + 47 s           |
| 5e | Arnaud De Lie       | Belgique | Belgique espoirs | + 53 s           |
| 6e | Stan Van Tricht     | Belgique | Belgique espoirs | + 59 s           |
| 7e | Daan Hoole          | Pays-Bas | Pays-Bas espoirs | + 1 min 04 s     |
| 8e | Gijs Leemreize      | Pays-Bas | Pays-Bas espoirs | + 1 min 39 s     |
| 9e | Carlos Rodríguez    | Espagne  | Espagne espoirs  | + 1 min 40 s     |
| 10e | Ben Healy           | Irlande  | Irlande espoirs  | + 1 min 42 s     |

### 5eétape
| \| Classement de l'étape \| Classement de l'étape \| Classement de l'étape \| Classement de l'étape \| Classement de l'étape \| \| Coureur \| Coureur \| Pays \| Équipe \| Temps \| \| --------------------- \| --------------------- \| --------------------- \| ------------------------------------- \| --------------------- \| \| 1er \| Marijn van den Berg \| Pays-Bas \| Pays-Bas espoirs \| 3 h 58 min 14 s \| \| 2e \| Mick van Dijke \| Pays-Bas \| Pays-Bas espoirs \| + 0 s \| \| 3e \| Luca Colnaghi \| Italie \| Italie espoirs \| + 0 s \| \| 4e \| Lewis Askey \| Royaume-Uni \| Grande-Bretagne espoirs \| + 0 s \| \| 5e \| Lukáš Kubiš \| Slovaquie \| Slovaquie espoirs \| + 0 s \| \| 6e \| Casper van Uden \| Pays-Bas \| Pays-Bas espoirs \| + 0 s \| \| 7e \| Nicolás Gómez \| Colombie \| Colombie espoirs \| + 0 s \| \| 8e \| Pavel Bittner \| Tchéquie \| Tchéquie espoirs \| + 0 s \| \| 9e \| Antoine Raugel \| France \| Mix Hauts-de-France/Grand-Est espoirs \| + 0 s \| \| 10e \| Lucas Avadanian \| France \| Auvergne-Rhône-Alpes espoirs \| + 0 s \| |                     |             |                                       |                 |
| |                     |             |                                       |                 |
| Source : ProCyclingStats |                     |             |                                       |                 |
| Classement de l'étape |                     |             |                                       |                 |
| Coureur | Coureur             | Pays        | Équipe                                | Temps           |
| 1er | Marijn van den Berg | Pays-Bas    | Pays-Bas espoirs                      | 3 h 58 min 14 s |
| 2e | Mick van Dijke      | Pays-Bas    | Pays-Bas espoirs                      | + 0 s           |
| 3e | Luca Colnaghi       | Italie      | Italie espoirs                        | + 0 s           |
| 4e | Lewis Askey         | Royaume-Uni | Grande-Bretagne espoirs               | + 0 s           |
| 5e | Lukáš Kubiš         | Slovaquie   | Slovaquie espoirs                     | + 0 s           |
| 6e | Casper van Uden     | Pays-Bas    | Pays-Bas espoirs                      | + 0 s           |
| 7e | Nicolás Gómez       | Colombie    | Colombie espoirs                      | + 0 s           |
| 8e | Pavel Bittner       | Tchéquie    | Tchéquie espoirs                      | + 0 s           |
| 9e | Antoine Raugel      | France      | Mix Hauts-de-France/Grand-Est espoirs | + 0 s           |
| 10e | Lucas Avadanian     | France      | Auvergne-Rhône-Alpes espoirs          | + 0 s           |

| \| Classement général \| Classement général \| Classement général \| Classement général \| Classement général \| \| Coureur \| Coureur \| Pays \| Équipe \| Temps \| \| ------------------ \| ------------------ \| ------------------ \| ------------------ \| ------------------ \| |         |      |        |       |
| |         |      |        |       |
| Source : ProCyclingStats |         |      |        |       |
| Classement général |         |      |        |       |
| Coureur | Coureur | Pays | Équipe | Temps |

### 6eétape
| \| Classement de l'étape \| Classement de l'étape \| Classement de l'étape \| Classement de l'étape \| Classement de l'étape \| \| Coureur \| Coureur \| Pays \| Équipe \| Temps \| \| --------------------- \| --------------------- \| --------------------- \| -------------------------- \| --------------------- \| \| 1er \| Anders Johannessen \| Norvège \| Norvège espoirs \| 2 h 44 min 37 s \| \| 2e \| Tobias Johannessen \| Norvège \| Norvège espoirs \| + 0 s \| \| 3e \| Thomas Gloag \| Royaume-Uni \| Grande-Bretagne espoirs \| + 0 s \| \| 4e \| Mick van Dijke \| Pays-Bas \| Pays-Bas espoirs \| + 0 s \| \| 5e \| Filippo Zana \| Italie \| Italie espoirs \| + 0 s \| \| 6e \| Carlos Rodríguez \| Espagne \| Espagne espoirs \| + 0 s \| \| 7e \| Oliver Stockwell \| Royaume-Uni \| Grande-Bretagne espoirs \| + 0 s \| \| 8e \| Jacob Hindsgaul \| Danemark \| Danemark espoirs \| + 0 s \| \| 9e \| Gianmarco Garofoli \| Italie \| Italie espoirs \| + 0 s \| \| 10e \| Henok Mulubrhan \| Érythrée \| Centre mondial du cyclisme \| + 0 s \| |                    |             |                            |                 |
| |                    |             |                            |                 |
| Source : ProCyclingStats |                    |             |                            |                 |
| Classement de l'étape |                    |             |                            |                 |
| Coureur | Coureur            | Pays        | Équipe                     | Temps           |
| 1er | Anders Johannessen | Norvège     | Norvège espoirs            | 2 h 44 min 37 s |
| 2e | Tobias Johannessen | Norvège     | Norvège espoirs            | + 0 s           |
| 3e | Thomas Gloag       | Royaume-Uni | Grande-Bretagne espoirs    | + 0 s           |
| 4e | Mick van Dijke     | Pays-Bas    | Pays-Bas espoirs           | + 0 s           |
| 5e | Filippo Zana       | Italie      | Italie espoirs             | + 0 s           |
| 6e | Carlos Rodríguez   | Espagne     | Espagne espoirs            | + 0 s           |
| 7e | Oliver Stockwell   | Royaume-Uni | Grande-Bretagne espoirs    | + 0 s           |
| 8e | Jacob Hindsgaul    | Danemark    | Danemark espoirs           | + 0 s           |
| 9e | Gianmarco Garofoli | Italie      | Italie espoirs             | + 0 s           |
| 10e | Henok Mulubrhan    | Érythrée    | Centre mondial du cyclisme | + 0 s           |

| \| Classement général \| Classement général \| Classement général \| Classement général \| Classement général \| \| Coureur \| Coureur \| Pays \| Équipe \| Temps \| \| ------------------ \| ------------------ \| ------------------ \| ------------------ \| ------------------ \| |         |      |        |       |
| |         |      |        |       |
| Source : ProCyclingStats |         |      |        |       |
| Classement général |         |      |        |       |
| Coureur | Coureur | Pays | Équipe | Temps |

### 7eétape
| \| Classement de l'étape \| Classement de l'étape \| Classement de l'étape \| Classement de l'étape \| Classement de l'étape \| \| Coureur \| Coureur \| Pays \| Équipe \| Temps \| \| --------------------- \| --------------------- \| --------------------- \| ---------------------------- \| --------------------- \| \| 1er \| Tobias Johannessen \| Norvège \| Norvège espoirs \| 2 h 28 min 23 s \| \| 2e \| Filippo Zana \| Italie \| Italie espoirs \| + 1 min 08 s \| \| 3e \| Thomas Gloag \| Royaume-Uni \| Grande-Bretagne espoirs \| + 1 min 14 s \| \| 4e \| Carlos Rodríguez \| Espagne \| Espagne espoirs \| + 1 min 24 s \| \| 5e \| Gijs Leemreize \| Pays-Bas \| Pays-Bas espoirs \| + 1 min 31 s \| \| 6e \| Alex Baudin \| France \| Auvergne-Rhône-Alpes espoirs \| + 1 min 49 s \| \| 7e \| Harold Martín López \| Équateur \| Équateur espoirs \| + 2 min 07 s \| \| 8e \| Anders Johannessen \| Norvège \| Norvège espoirs \| + 2 min 12 s \| \| 9e \| Alessandro Verre \| Italie \| Italie espoirs \| + 2 min 23 s \| \| 10e \| Andrés Camilo Ardila \| Colombie \| Colombie espoirs \| + 2 min 29 s \| |                      |             |                              |                 |
| |                      |             |                              |                 |
| Source : ProCyclingStats |                      |             |                              |                 |
| Classement de l'étape |                      |             |                              |                 |
| Coureur | Coureur              | Pays        | Équipe                       | Temps           |
| 1er | Tobias Johannessen   | Norvège     | Norvège espoirs              | 2 h 28 min 23 s |
| 2e | Filippo Zana         | Italie      | Italie espoirs               | + 1 min 08 s    |
| 3e | Thomas Gloag         | Royaume-Uni | Grande-Bretagne espoirs      | + 1 min 14 s    |
| 4e | Carlos Rodríguez     | Espagne     | Espagne espoirs              | + 1 min 24 s    |
| 5e | Gijs Leemreize       | Pays-Bas    | Pays-Bas espoirs             | + 1 min 31 s    |
| 6e | Alex Baudin          | France      | Auvergne-Rhône-Alpes espoirs | + 1 min 49 s    |
| 7e | Harold Martín López  | Équateur    | Équateur espoirs             | + 2 min 07 s    |
| 8e | Anders Johannessen   | Norvège     | Norvège espoirs              | + 2 min 12 s    |
| 9e | Alessandro Verre     | Italie      | Italie espoirs               | + 2 min 23 s    |
| 10e | Andrés Camilo Ardila | Colombie    | Colombie espoirs             | + 2 min 29 s    |

| \| Classement général \| Classement général \| Classement général \| Classement général \| Classement général \| \| Coureur \| Coureur \| Pays \| Équipe \| Temps \| \| ------------------ \| ------------------ \| ------------------ \| ------------------ \| ------------------ \| |         |      |        |       |
| |         |      |        |       |
| Source : ProCyclingStats |         |      |        |       |
| Classement général |         |      |        |       |
| Coureur | Coureur | Pays | Équipe | Temps |

### 8eétape
| \| Classement de l'étape \| Classement de l'étape \| Classement de l'étape \| Classement de l'étape \| Classement de l'étape \| \| Coureur \| Coureur \| Pays \| Équipe \| Temps \| \| --------------------- \| --------------------- \| --------------------- \| ------------------------------- \| --------------------- \| \| 1er \| Tobias Johannessen \| Norvège \| Norvège espoirs \| 2 h 28 min 05 s \| \| 2e \| Carlos Rodríguez \| Espagne \| Espagne espoirs \| + 1 s \| \| 3e \| Filippo Zana \| Italie \| Italie espoirs \| + 1 s \| \| 4e \| Gijs Leemreize \| Pays-Bas \| Pays-Bas espoirs \| + 4 s \| \| 5e \| Thomas Gloag \| Royaume-Uni \| Grande-Bretagne espoirs \| + 24 s \| \| 6e \| Anders Johannessen \| Norvège \| Norvège espoirs \| + 46 s \| \| 7e \| Andrés Camilo Ardila \| Colombie \| Colombie espoirs \| + 1 min 09 s \| \| 8e \| Joris Delbove \| France \| Bourgogne-Franche-Comté espoirs \| + 1 min 25 s \| \| 9e \| Jacob Hindsgaul \| Danemark \| Danemark espoirs \| + 2 min 12 s \| \| 10e \| Harold Martín López \| Équateur \| Équateur espoirs \| + 3 min 32 s \| |                      |             |                                 |                 |
| |                      |             |                                 |                 |
| Source : ProCyclingStats |                      |             |                                 |                 |
| Classement de l'étape |                      |             |                                 |                 |
| Coureur | Coureur              | Pays        | Équipe                          | Temps           |
| 1er | Tobias Johannessen   | Norvège     | Norvège espoirs                 | 2 h 28 min 05 s |
| 2e | Carlos Rodríguez     | Espagne     | Espagne espoirs                 | + 1 s           |
| 3e | Filippo Zana         | Italie      | Italie espoirs                  | + 1 s           |
| 4e | Gijs Leemreize       | Pays-Bas    | Pays-Bas espoirs                | + 4 s           |
| 5e | Thomas Gloag         | Royaume-Uni | Grande-Bretagne espoirs         | + 24 s          |
| 6e | Anders Johannessen   | Norvège     | Norvège espoirs                 | + 46 s          |
| 7e | Andrés Camilo Ardila | Colombie    | Colombie espoirs                | + 1 min 09 s    |
| 8e | Joris Delbove        | France      | Bourgogne-Franche-Comté espoirs | + 1 min 25 s    |
| 9e | Jacob Hindsgaul      | Danemark    | Danemark espoirs                | + 2 min 12 s    |
| 10e | Harold Martín López  | Équateur    | Équateur espoirs                | + 3 min 32 s    |

| \| Classement général \| Classement général \| Classement général \| Classement général \| Classement général \| \| Coureur \| Coureur \| Pays \| Équipe \| Temps \| \| ------------------ \| ------------------ \| ------------------ \| ------------------ \| ------------------ \| |         |      |        |       |
| |         |      |        |       |
| Source : ProCyclingStats |         |      |        |       |
| Classement général |         |      |        |       |
| Coureur | Coureur | Pays | Équipe | Temps |

### 9eétape
| \| Classement de l'étape \| Classement de l'étape \| Classement de l'étape \| Classement de l'étape \| Classement de l'étape \| \| Coureur \| Coureur \| Pays \| Équipe \| Temps \| \| --------------------- \| --------------------- \| --------------------- \| --------------------- \| --------------------- \| \| 1er \| Carlos Rodríguez \| Espagne \| Espagne espoirs \| 4 h 22 min 40 s \| \| 2e \| Georg Steinhauser \| Allemagne \| Allemagne espoirs \| + 1 min 52 s \| \| 3e \| Filippo Zana \| Italie \| Italie espoirs \| + 1 min 52 s \| \| 4e \| Tobias Johannessen \| Norvège \| Norvège espoirs \| + 2 min 11 s \| \| 5e \| Gijs Leemreize \| Pays-Bas \| Pays-Bas espoirs \| + 2 min 38 s \| \| 6e \| Hugo Toumire \| France \| France espoirs \| + 2 min 56 s \| \| 7e \| Marco Frigo \| Italie \| Italie espoirs \| + 5 min 07 s \| \| 8e \| Martin Messner \| Autriche \| Autriche espoirs \| + 5 min 19 s \| \| 9e \| Harold Martín López \| Équateur \| Équateur espoirs \| + 5 min 40 s \| \| 10e \| Igor Arrieta \| Espagne \| Espagne espoirs \| + 8 min 13 s \| |                     |           |                   |                 |
| |                     |           |                   |                 |
| Source : ProCyclingStats |                     |           |                   |                 |
| Classement de l'étape |                     |           |                   |                 |
| Coureur | Coureur             | Pays      | Équipe            | Temps           |
| 1er | Carlos Rodríguez    | Espagne   | Espagne espoirs   | 4 h 22 min 40 s |
| 2e | Georg Steinhauser   | Allemagne | Allemagne espoirs | + 1 min 52 s    |
| 3e | Filippo Zana        | Italie    | Italie espoirs    | + 1 min 52 s    |
| 4e | Tobias Johannessen  | Norvège   | Norvège espoirs   | + 2 min 11 s    |
| 5e | Gijs Leemreize      | Pays-Bas  | Pays-Bas espoirs  | + 2 min 38 s    |
| 6e | Hugo Toumire        | France    | France espoirs    | + 2 min 56 s    |
| 7e | Marco Frigo         | Italie    | Italie espoirs    | + 5 min 07 s    |
| 8e | Martin Messner      | Autriche  | Autriche espoirs  | + 5 min 19 s    |
| 9e | Harold Martín López | Équateur  | Équateur espoirs  | + 5 min 40 s    |
| 10e | Igor Arrieta        | Espagne   | Espagne espoirs   | + 8 min 13 s    |

## Classements finals

### Classement général
| \| Classement général \| Classement général \| Classement général \| Classement général \| Classement général \| \| Coureur \| Coureur \| Pays \| Équipe \| Temps \| \| ------------------ \| ------------------- \| ------------------ \| ------------------------------- \| ------------------ \| \| 1er \| Tobias Johannessen \| Norvège \| Norvège espoirs \| 28 h 11 min 19 s \| \| 2e \| Carlos Rodríguez \| Espagne \| Espagne espoirs \| + 7 s \| \| 3e \| Filippo Zana \| Italie \| Italie espoirs \| + 2 min 05 s \| \| 4e \| Gijs Leemreize \| Pays-Bas \| Pays-Bas espoirs \| + 2 min 54 s \| \| 5e \| Hugo Toumire \| France \| France espoirs \| + 12 min 02 s \| \| 6e \| Martin Messner \| Autriche \| Autriche espoirs \| + 12 min 40 s \| \| 7e \| Anders Johannessen \| Norvège \| Norvège espoirs \| + 13 min 18 s \| \| 8e \| Jacob Hindsgaul \| Danemark \| Danemark espoirs \| + 15 min 33 s \| \| 9e \| Daan Hoole \| Pays-Bas \| Pays-Bas espoirs \| + 16 min 25 s \| \| 10e \| Joris Delbove \| France \| Bourgogne-Franche-Comté espoirs \| + 16 min 53 s \| \| 11e \| Marco Frigo \| Italie \| Italie espoirs \| + 18 min 27 s \| \| 12e \| Matthew Dinham \| Australie \| Australie espoirs \| + 19 min 20 s \| \| 13e \| Gleb Brussenskiy \| Kazakhstan \| Kazakhstan espoirs \| + 19 min 29 s \| \| 14e \| Florian Lipowitz \| Allemagne \| Allemagne espoirs \| + 20 min 34 s \| \| 15e \| Harold Martín López \| Équateur \| Équateur espoirs \| + 21 min 48 s \| |                     |            |                                 |                  |
| |                     |            |                                 |                  |
| Source : ProCyclingStats |                     |            |                                 |                  |
| Classement général |                     |            |                                 |                  |
| Coureur | Coureur             | Pays       | Équipe                          | Temps            |
| 1er | Tobias Johannessen  | Norvège    | Norvège espoirs                 | 28 h 11 min 19 s |
| 2e | Carlos Rodríguez    | Espagne    | Espagne espoirs                 | + 7 s            |
| 3e | Filippo Zana        | Italie     | Italie espoirs                  | + 2 min 05 s     |
| 4e | Gijs Leemreize      | Pays-Bas   | Pays-Bas espoirs                | + 2 min 54 s     |
| 5e | Hugo Toumire        | France     | France espoirs                  | + 12 min 02 s    |
| 6e | Martin Messner      | Autriche   | Autriche espoirs                | + 12 min 40 s    |
| 7e | Anders Johannessen  | Norvège    | Norvège espoirs                 | + 13 min 18 s    |
| 8e | Jacob Hindsgaul     | Danemark   | Danemark espoirs                | + 15 min 33 s    |
| 9e | Daan Hoole          | Pays-Bas   | Pays-Bas espoirs                | + 16 min 25 s    |
| 10e | Joris Delbove       | France     | Bourgogne-Franche-Comté espoirs | + 16 min 53 s    |
| 11e | Marco Frigo         | Italie     | Italie espoirs                  | + 18 min 27 s    |
| 12e | Matthew Dinham      | Australie  | Australie espoirs               | + 19 min 20 s    |
| 13e | Gleb Brussenskiy    | Kazakhstan | Kazakhstan espoirs              | + 19 min 29 s    |
| 14e | Florian Lipowitz    | Allemagne  | Allemagne espoirs               | + 20 min 34 s    |
| 15e | Harold Martín López | Équateur   | Équateur espoirs                | + 21 min 48 s    |

| Classement par points | Classement par points | Classement par points | Classement par points | Classement par points |
| Coureur               | Coureur               | Pays                  | Équipe                | Points                |
| --------------------- | --------------------- | --------------------- | --------------------- | --------------------- |

| Classement par points | Classement par points | Classement par points | Classement par points | Classement par points |
| Coureur               | Coureur               | Pays                  | Équipe                | Points                |
| --------------------- | --------------------- | --------------------- | --------------------- | --------------------- |

| Classement de la montagne | Classement de la montagne | Classement de la montagne | Classement de la montagne | Classement de la montagne |
| Coureur                   | Coureur                   | Pays                      | Équipe                    | Points                    |
| ------------------------- | ------------------------- | ------------------------- | ------------------------- | ------------------------- |

| Classement de la montagne | Classement de la montagne | Classement de la montagne | Classement de la montagne | Classement de la montagne |
| Coureur                   | Coureur                   | Pays                      | Équipe                    | Points                    |
| ------------------------- | ------------------------- | ------------------------- | ------------------------- | ------------------------- |

### Classement par équipes
| Classement par équipes | Classement par équipes | Classement par équipes | Classement par équipes |
| Équipe                 | Équipe                 | Pays                   | Temps                  |
| ---------------------- | ---------------------- | ---------------------- | ---------------------- |

## Évolution des classements
| Étape              | Vainqueur             | Classement général    | Classement par points | Classement de la montagne | Classement du meilleur jeune | Classement par équipes | Prix de la combativité |
| ------------------ | --------------------- | --------------------- | --------------------- | ------------------------- | ---------------------------- | ---------------------- | ---------------------- |
| P                  | Søren Wærenskjold     | Søren Wærenskjold     | Søren Wærenskjold     | non attribué              | Michel Hessmann              | Pays-Bas               | non-décerné            |
| 1                  | Søren Wærenskjold     | Søren Wærenskjold     | Søren Wærenskjold     | Louis Coqueret            | Michel Hessmann              | Pays-Bas               | Sebastian Changizi     |
| 2                  | Pays-Bas espoirs      | Mick van Dijke        | Søren Wærenskjold     | Louis Coqueret            | Casper van Uden              | Pays-Bas               | non-décerné            |
| 3                  | Marijn van den Berg   | Mick van Dijke        | Marijn van den Berg   | Louis Coqueret            | Casper van Uden              | Pays-Bas               | Antoine Raugel         |
| 4                  | Ethan Vernon          | Mick van Dijke        | Marijn van den Berg   | Louis Coqueret            | Casper van Uden              | Pays-Bas               | Gwen Leclainche        |
| 5                  | Marijn van den Berg   | Mick van Dijke        | Marijn van den Berg   | Louis Coqueret            | Casper van Uden              | Pays-Bas               | Louis Coqueret         |
| 6                  | Anders H. Johannessen | Mick van Dijke        | Marijn van den Berg   | Louis Coqueret            | Casper van Uden              | Pays-Bas               | Nicolas Vinokourov     |
| 7                  | Tobias H. Johannessen | Tobias H. Johannessen | Marijn van den Berg   | Louis Coqueret            | Carlos Rodriguez             | Italie                 | Alex Baudin            |
| 8                  | Tobias H. Johannessen | Tobias H. Johannessen | Marijn van den Berg   | Carlos Rodriguez          | Carlos Rodriguez             | Norvège                | Filippo Zana           |
| 9                  | Carlos Rodríguez      | Tobias H. Johannessen | Marijn van den Berg   | Carlos Rodriguez          | Carlos Rodriguez             | Norvège                | Carlos Rodriguez       |
| Classements finals | Classements finals    | Tobias H. Johannessen | Marijn van den Berg   | Carlos Rodríguez          | Carlos Rodríguez             | Norvège                | non-décerné            |